# Weingartia neocumingii
Weingartia neocumingii ist eine Pflanzenart in der Gattung Weingartia aus der Familie der Kakteengewächse (Cactaceae). Das Artepitheton neocumingii ehrt Hugh Cuming.

## Beschreibung
Weingartia neocumingii wächst einzeln mit niedergedrückt kugelförmigen bis kugelförmigen, hellgrünen bis dunkelgrünen Körpern und sprosst im Alter ein wenig. Die Körper erreichen bei Durchmessern von bis zu 30 Zentimetern ebensolche Wuchshöhen und besitzen Faserwurzeln. Die Rippen sind kaum ausgeprägt. Die 11 bis 28 Dornen sind steif, abstehend, gerade bis leicht gebogen. Sie sind grau bis graubraun oder gelb und haben meist eine dunklere Spitze. Die bis zu 4 Mitteldornen, die auch fehlen können, sind 1,5 bis 4 Zentimeter lang, die 8 bis 24 Randdornen haben eine Länge von 7 bis 30 Millimetern.
Die gelben bis gelbroten oder braunroten, ziegelroten, dunkelroten oder selten auch weißen Blüten sind trichterförmig und erscheinen kranzförmig in der Nähe des Scheitels oder an der Körperschulter. Sie sind bis 3,5 Zentimeter lang und besitzen Durchmesser von 4 Zentimetern. Häufig erscheinen bis zu 4 Blüten aus einer Areole. Die tropfenförmigen Früchte sind rötlich braun bis grünlich oder bräunlich. Sie sind mit Schuppen bedeckt und ansonsten kahl. Bei vollständiger Reife sind die Früchte dünnhäutig-trocken und zerfallen schnell.

## Verbreitung, Systematik und Gefährdung
Weingartia neocumingii ist in Bolivien in den Departamentos Chuquisaca, Cochabamba, Potosí und Santa Cruz in Höhenlagen von 2000 bis 3000 Metern verbreitet.
Die Erstbeschreibung als Echinocactus cumingii durch Joseph zu Salm-Reifferscheidt-Dyck aus Jahr 1850 war illegitim, da Carl Hopffer den Namen 1843 bereits vergeben hatte. Curt Backeberg wählte daher 1950 den neuen Namen (nom. nov.) Weingartia neocumingii. Weitere nomenklatorische Synonyme sind Gymnocalycium neocumingii (Backeb.) Hutchison (1957), Sulcorebutia neocumingii (Backeb.) F.H.Brandt (1976), Rebutia neocumingii (Backeb.) D.R.Hunt (1987) und Gymnorebutia neocumingii (Backeb.) Doweld (2002).
In der Roten Liste gefährdeter Arten der IUCN wird die Art als „Least Concern (LC)“, d. h. als nicht gefährdet geführt.

## Nachweise